# Husky Stadium

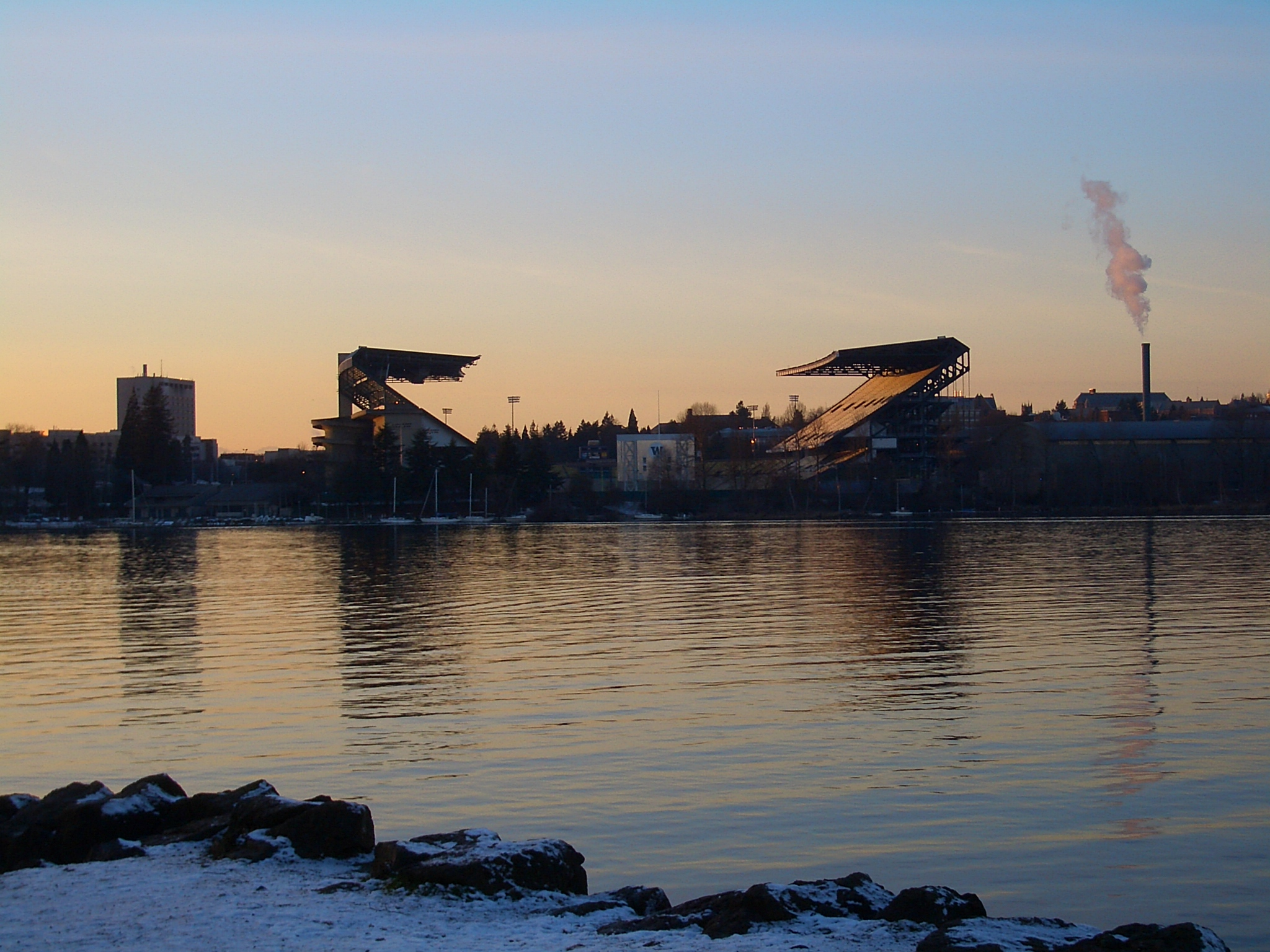
Visão externa

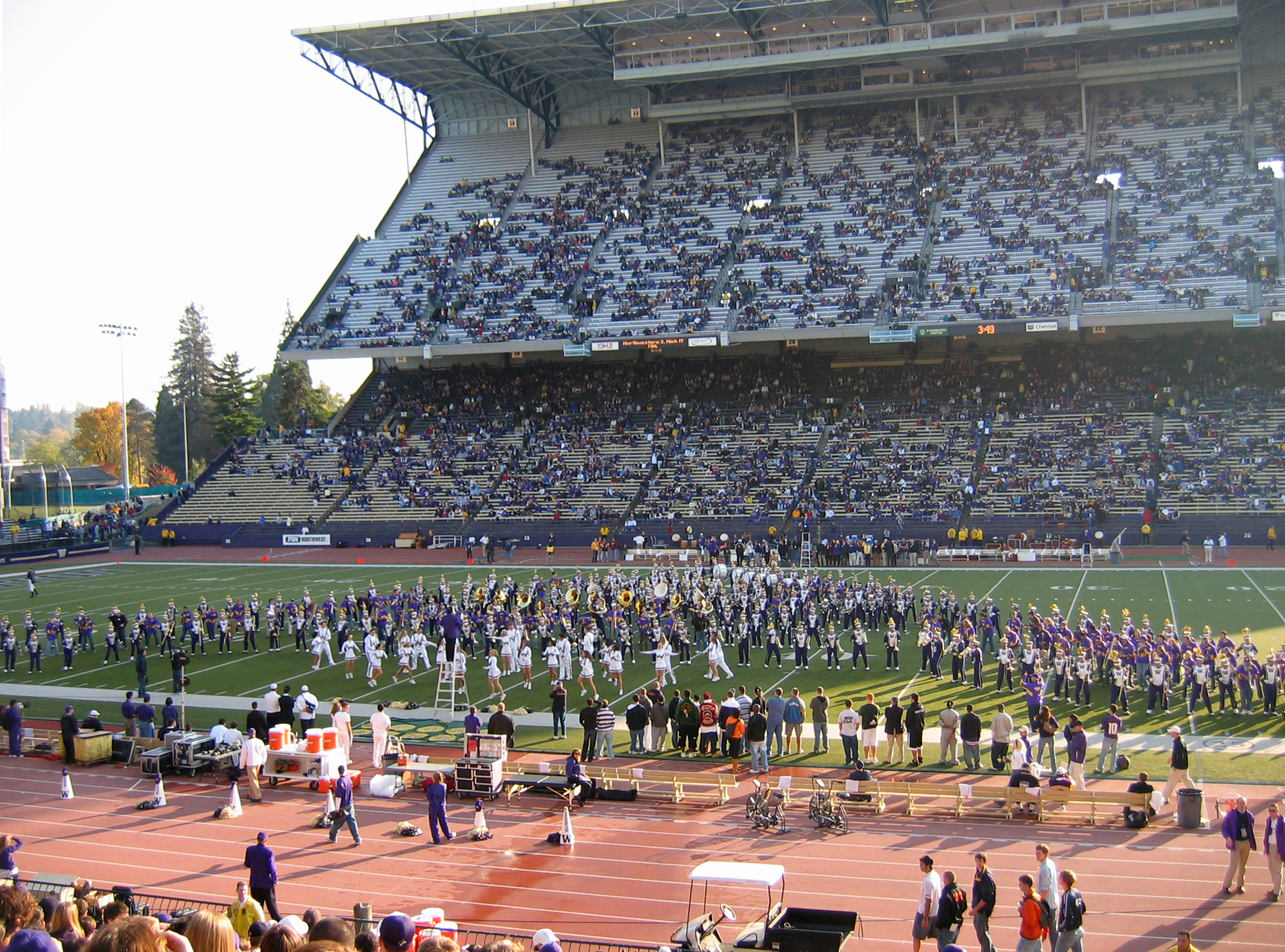
Visão interna

O Husky Stadium é um estádio localizado em Seattle, Washington (EUA).
É a casa do time universitário de futebol americano Washington Huskies representante da Universidade de Washington, pertencente a NCAA (Associação Atlética Universitária Nacional, em inglês).

## História
Construído em 1920, pertence a University of Washington (fundada em 1861). Tem um campo de futebol americano e uma pista de atletismo. Tem capacidade para 72.500 torcedores.
Recebeu, entre 2000 e 2001, o time profissional de futebol americano da NFL Seattle Seahawks, durante o período entre a demolição do Kingdome e a construção do Qwest Field.
Passou por uma renovação entre 2011 e 2013 removendo a pista de atletismo.